# 조케이 천황
조케이 천황(일본어: 長慶天皇, 1343년 ~ 1394년 8월 27일)은 제98대 일본 천황(재위: 1368년 ~ 1383년)이다. 휘는 유타나리(寛成)이다. 고무라카미 천황의 아들로, 어머니는 가키몬인(嘉喜門院)이다.

## 약력
출생 및 어린 시절에 관한 부분은 알려진 것이 거의 없으며, 1368년 3월, 아버지 고무라카미 천황이 죽자 26세의 나이에 셋쓰국의 스미요시 행궁(현 오사카시 스미요시구)에서 즉위했다. 당시 그곳은 남조의 수도였다. 남조는 쇠퇴기에 접어들고 있었기 때문에 조케이 천황의 천황 인정 여부에 대해서는 다이쇼 시대까지 논란이 이어졌고 1926년 10월 21일 다이쇼 천황의 조서로 그는 정식으로 일본 제98대 천황으로 인정되었다.
조케이 천황은 재위 내내 북조와의 전투를 끝까지 고집하였으나 그것은 이미 너무 늦은 일이었다. 1383년 혹은 1384년, 그는 동생 고카메야마 천황에 양위하였다. 고카메야마 천황은 조케이 천황에 비해 온건파였다. 남북조가 통일된 후 그의 행방에 대해서는 요시노에 남았다는 설과 고카메야 천황과 함께 교토에 들어갔다는 설 등 여러 가지 설이 있다.

## 가계도
- 중궁 : 후지와라씨 (西園寺(藤原)氏) - 사이온지 킨시게(西園寺 公重)의 딸
  - 황자 : 교고 법친왕(行悟 法親王) (1377-1406)
- 뇨고 : 아츠코(教子) - 성씨 모름
  - 황자 : 토키야스 친왕(世泰 親王) - 남조계도에 의하면 고카메야마 천황의 황자라고 쓰여있는 것은 잘못 쓰여있는 것임
- 생모불명
  - 황자 : 카이몬죠쵸(海門承朝) 또는 겐묘 법친왕(憲明 法親王) (1374-1443) - 난젠지 주지
  - 황자 : 사잔노미야(佐山宮) 손쇼 법친왕(尊聖 法親王) (1376-1432) - 카쥬지 장사. 유자라는 설도 있음
  - 황자 : 타마카와노미야(玉川宮)

## 같이 보기
- 일본 천황